# NGC 164
NGC 164 (również PGC 2181) – galaktyka spiralna (S), znajdująca się w gwiazdozbiorze Ryb. Odkrył ją Albert Marth 3 sierpnia 1864 roku.